# Wŏngwang
Wŏngwang (zm. 630) – koreański mnich buddyjski. Wczesny propagator buddyzmu w Silli.

## Życiorys
Wŏn'gwang udał się do Chin w wieku 24 lat. Najpierw przebywał w klasztorze Zhuangyan w Jinling, stolicy dynastii Chen. Studiował Satyasiddhi siastrę oraz Sutrę Nirwany; jego nauczycielem był Sengmin. Następnie uczył się agam w klasztorze Huqiu w Suzhou.
W 589 r., po upadku dynastii Chen, przeniósł się do Chang’anu, stolicy nowej dynastii Sui. Studiował wtedy Shedasheng lun (skt Mahāyānasamgraha), która zaczęła się właśnie stawać bardzo popularna w kręgach buddyjskich.
Podczas swojego pobytu w Chinach Wŏngwang był pod wpływem wielkich chińskich mistrzów tego czasu: Huiyuana, Lingyu i Xinxinga.
Powrócił do Silli w 600 r. Został przyjęty z wielkim szacunkiem przez króla Chinp’yŏnga i jego ministrów.
Aby poprawić studia mahajany, napisał kilka książek. Często pisywał noty dyplomatyczne dla dworu królewskiego.
Za jego czasów (w 613 r.) ustanowiono Zgromadzenie 100 Mistrzów (kor. Inwang paekchwahoe). Miejscem tych zebrań najwybitniejszych buddyjskich nauczycieli był klasztor Hwangnyong. Wŏngwang cieszył się już tak wielką sławą, że przyznano mu najwyższe honorowe siedzenie.
Wŏngang pracował nie tylko nad poprawieniem studiów buddyjskich, ale zajmował się także pracą u podstaw. Pragnął poprawić podstawy etyki i moralności ogółu społeczeństwa Silli. Opierając się na tekstach buddyjskich (głównie Renwang jing, Fumuen jing i Āgama sūtra) stworzył Sesok ogye (세속 오계) – zestaw pięciu wskazań dla świeckich ludzi. Ten system pięciu wskazań stał się podstawą etyki hwarangów i całej ludności Silli

## Dzieła
- Yŏraejang sagi (Osobiste uwagi o Tathāgatagarbhie)
- Yŏraejanggyŏng so (Komentarz do Tathāgatagarbha sūtra)